# کمیته المپیک مونته‌نگرو
کمیته المپیک مونته‌نگرو (انگلیسی: Montenegrin Olympic Committee) یک سازمان ورزشی است که نماینده کشور مونته‌نگرو در کمیته بین‌المللی المپیک می‌باشد.
این سازمان که در سال ۲۰۰۶ تأسیس شده مسئول آماده‌سازی و اعزام ورزشکاران به بازی‌های المپیک، بازی‌های المپیک جوانان و بازی‌های اروپایی است.